# Willi Neuberger
Willi Neuberger (Röllfeld, 15 april 1946) is een Duits voormalig voetballer die speelde als middenvelder.
Hij speelde van 1966 tot 1983 in de Bundesliga voor Borussia Dortmund, Werder Bremen, Wuppertaler SV en Eintracht Frankfurt. Met Eintracht won hij de DFB-Pokal in 1975 en 1981 en de UEFA Cup in 1980.
Met zijn 520 Bundesliga optredens was hij de recordspeler voor een lange tijd voordat hij werd ingehaald door teamgenoot Karl-Heinz Körbel. Momenteel (mei 2025) is hij de negende op de lijst van meeste wedstrijden in de Bundesliga.
Hij speelde twee interlands voor West-Duitsland in 1968, te beginnen op 8 mei tegen Wales (1-1).